# جایزه بزرگ بلژیک ۱۹۹۰
جایزه بزرگ بلژیک ۱۹۹۰ (انگلیسی: ‎1990 Belgian Grand Prix‎) یک مسابقهٔ موتوری در رشتهٔ اتومبیل‌رانی فرمول یک بود که در تاریخ ۲۶ اوت ۱۹۹۰ در اسپا-فرانکورشان واقع در اسپا، بلژیک برگزار شد. این گراند پری در میان ۱۶ گراند پری در فصل ۱۹۹۰، مسابقهٔ شمارهٔ ۱۱ بود.
در این مسابقه که در ۴۴ دور و به مسافت ۳۰۱٫۱۷۲ کیلومتر (۱۸۷٫۱۴۰ مایل) برگزار شد، پول پوزیشن توسط آیرتون سنا کسب شد و سریع‌ترین زمان برای طی یک دور پیست که برابر با ۱:۵۵٫۰۸۷ بود نیز توسط آلن پروست به ثبت رسید.
آیرتون سنا از تیم مک‌لارن-هوندا، آلن پروست از تیم فراری و گرهارد برگر از تیم مک‌لارن-هوندا به‌ترتیب مقام‌های اول تا سوم مسابقه را کسب کردند.

## رده‌بندی قهرمانی پس از مسابقه
| جایگاه | راننده      | امتیاز |
| ------ | ----------- | ------ |
| ۱      | آیرتون سنا  | ۶۳     |
| ۲      | آلن پروست   | ۵۰     |
| ۳      | گرهارد برگر | ۳۳     |
| ۴      | تیری بوتسن  | ۲۷     |
| ۵      | نلسون پیکه  | ۲۴     |
| منبع:  |             |        |

| جایگاه | سازنده       | امتیاز |
| ------ | ------------ | ------ |
| ۱      | مک‌لارن-هوندا | ۹۶     |
| ۲      | فراری        | ۶۳     |
| ۳      | ویلیامز-رنو  | ۴۲     |
| ۴      | بنتون-فورد   | ۴۰     |
| ۵      | تایرل-فورد   | ۱۴     |
| منبع:  |              |        |

یادداشت
- تنها پنج جایگاه نخست از هر رده‌بندی نمایش داده شده‌است.